# Glen Lyon (Pennsylvania)
Glen Lyon is een plaats (census-designated place) in de Amerikaanse staat Pennsylvania, en valt bestuurlijk gezien onder Luzerne County.

## Demografie
Bij de volkstelling in 2000 werd het aantal inwoners vastgesteld op 1881.

## Geografie
Volgens het United States Census Bureau beslaat de plaats een oppervlakte van 8,8 km², waarvan 8,6 km² land en 0,2 km² water.

## Plaatsen in de nabije omgeving
De onderstaande figuur toont nabijgelegen plaatsen in een straal van 16 km rond Glen Lyon.